# آقامراد
آقامراد یک منطقهٔ مسکونی در ایران است که در دهستان ارشق مرکزی واقع شده‌است. براساس سرشماری مرکز آمار ایران در سال ۱۳۹۵، آقامراد ۳۱ نفر جمعیت دارد.